# Resolució 384 del Consell de Seguretat de les Nacions Unides
La Resolució 384 del Consell de Seguretat de les Nacions Unides, adoptada el 22 de desembre de 1975, va prendre nota de les declaracions dels representants de Portugal, Indonèsia i Timor Oriental i va reconèixer el dret del poble de Timor Oriental a l'autodeterminació i independència de conformitat amb la Carta de les Nacions Unides. El Consell expressà la seva seriosa preocupació pel deteriorament de la situació a Timor Oriental, va deplorar la intervenció de les forces armades d'Indonèsia en aquella nació i va retreure a Portugal que no abandonés completament les seves responsabilitats com a potència administradora.
La resolució també crida a tots els estats a respectar la integritat territorial de Timor Oriental, així com el dret inalienable del seu poble a l'autodeterminació i demana al Govern d'Indonèsia que retiri totes les seves forces del territori immediatament. El Consell va demanar al Govern de Portugal, la potència administradora, a cooperar plenament amb l'ONU, i va instar tots els estats i altres parts a cooperar plenament amb els esforços de l'ONU per aconseguir una solució pacífica a la situació i facilitar la descolonització del territori. Després la resolució demana Secretari General l'enviament urgentment d'un representant especial a Timor Oriental per tal de fer una avaluació sobre el terreny de la situació existent i establir contactes amb totes les parts al territori, i que presenti una recomanació al Consell tan aviat com sigui possible.